# Thüringer Eisenbahn

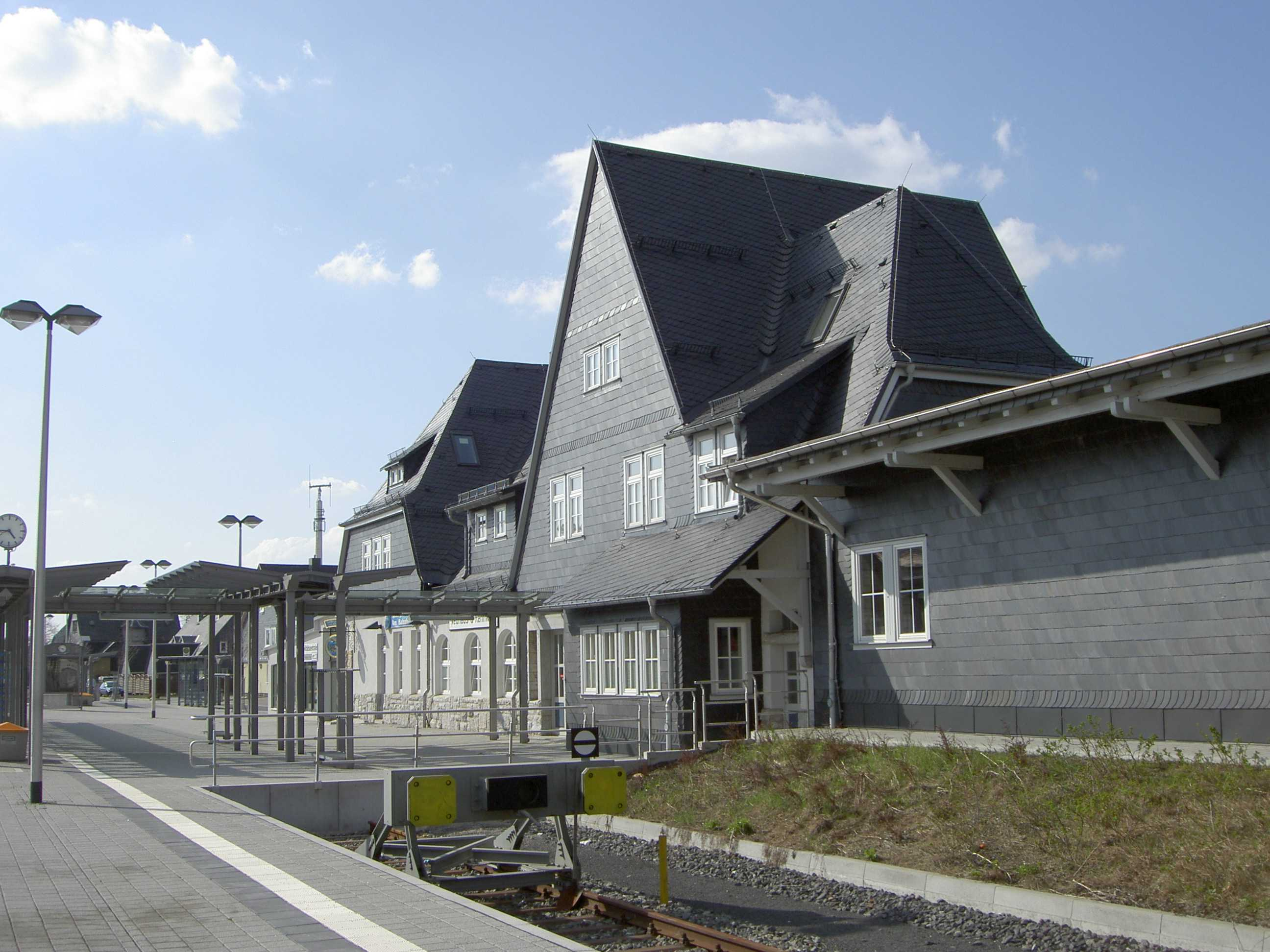
Der Bahnhof Neuhaus am Rennweg wird von der ThE betrieben

Die Thüringer Eisenbahn GmbH (ThE) ist eine 1999 gegründete private Eisenbahngesellschaft, die als Eisenbahninfrastrukturunternehmen Strecken von der Deutschen Bahn AG übernommen hat, um sie auf einen modernen technischen Stand zu bringen und langfristig zu betreiben. Insgesamt betreibt das Unternehmen vier Strecken und zwei Zugangsstellen in Thüringen. Die ThE ist eine hundertprozentige Tochter der Erfurter Gleisbau GmbH.

## Strecken
Das Unternehmen betreibt die folgenden Strecken mit einer Länge von 116,6 Kilometern. Im August 2001 pachtete es drei Strecken, auf denen überwiegend die Süd-Thüringen-Bahn fährt (Sonneberger Netz):
- Eisfeld–Sonneberg (Personenverkehr seit 3. Oktober 2002)
- Sonneberg Landesgrenze–Ernstthal am Rennsteig (Personenverkehr seit 15. Dezember 2002)
- Ernstthal am Rennsteig–Neuhaus am Rennweg (Personenverkehr seit 15. Dezember 2002)

Seit 2005 wird zusätzlich die Pfefferminzbahn mit 53 Kilometer Länge betrieben:
- Bahnstrecke Straußfurt–Großheringen (Personenverkehr im Abschnitt Sömmerda–Buttstädt durch Erfurter Bahn)

Anfang April 2021 hat die ThE einen Antrag zum Betrieb der unteren Steigerwaldbahn (Bahnstrecke Kitzingen–Schweinfurt) beim Bayerischen Verkehrsministerium und bei der Regierung von Mittelfranken eingereicht. Ende November 2021 wurde bekannt, dass das Ministerium den Antrag abgelehnt hat.

## Bahnhöfe
Der Thüringer Eisenbahn gehören zwei Zugangsstellen:
- Bahnhof Neuhaus am Rennweg
- Bahnhof Olbersleben-Ellersleben (Reaktivierung als Kreuzungsbahnhof)

In Lauscha wurde Ende 2020 die Ladestraße wieder in Betrieb genommen, so dass dort Stammholz auf der Schiene verladen wird.